# Tala (moeda)
Tala (em samoano:  tālā) é a atual moeda de Samoa, um país da Oceânia. Equivale a 100 cêntimos (sene).
A palavra "tala" também é derivada da palavra alemã "Thaler" e é pronunciada da mesma forma.

## História
O tālā foi introduzido em 10 de julho de 1967, após a independência política do país da Nova Zelândia em 1962. Até então, Samoa usava a libra, com moedas da Nova Zelândia e suas próprias notas. O tālā substituiu a libra a uma taxa de 2 tālā = 1 libra e era, portanto, igual ao dólar neozelandês. O tālā permaneceu igual ao dólar neozelandês até 1975.
O símbolo WS$ ainda é usado para o tālā, representando o nome anterior do país, Samoa Ocidental, usado até 1997, quando a palavra Ocidental foi oficialmente removida e o país passou a ser conhecido apenas como Samoa. Portanto, os símbolos SAT, ST e T parecem estar em uso também.